# Championnat de la République dominicaine d'échecs
Le championnat de la République dominicaine d'échecs est organisé depuis 1965 par la Fédération dominicaine d'échecs (espagnol : Federación Dominicana de Ajedrez). Le premier championnat national a eu lieu en 1926 et le premier championnat féminin en 1977.

## Lauréats du championnat mixte
| Année | Champion[2]                  |
| ----- | ---------------------------- |
| 1926  | Gilberto Gómez               |
| 1928  | Antinoe Fiallo               |
| 1934  | José Arjonilla               |
| 1940  | José Arjonilla               |
| 1940  | José de Jesús Jiménez        |
| 1944  | Juan Bonetti                 |
| 1953  | Alberto Malagón              |
| 1955  | Frank Sánchez                |
| 1958  | Frank Sánchez                |
| 1963  | Gustavo Peña                 |
| 1966  | Freddy Yabra                 |
| 1968  | Alberto Malagón              |
| 1969  | César Malagón                |
| 1970  | Luís Belliard                |
| 1971  | Luís Belliard                |
| 1972  | Eliseo González              |
| 1973  | Alberto Delgado              |
| 1974  | César Juliao                 |
| 1975  | David Abréu                  |
| 1976  | Alberto Delgado              |
| 1977  | Alberto Delgado              |
| 1978  | David Abréu                  |
| 1979  | Ramón Mateo (de)             |
| 1980  | Franklin Alvarez             |
| 1981  | Eliseo González              |
| 1982  | David Abréu                  |
| 1983  | Yuan Eu Liao                 |
| 1984  | Yuan Eu Liao                 |
| 1985  | Eliseo González              |
| 1986  | Ramón Mateo                  |
| 1987  | Gustavo Hernández            |
| 1988  | Gustavo Hernández            |
| 1990  | José Manuel Domínguez        |
| 1991  | José Manuel Domínguez        |
| 1992  | José Manuel Domínguez        |
| 1993  | Marino Fernández             |
| 1994  | Juan Manuel Jaquez           |
| 1995  | Marino Fernández             |
| 1996  | Fernando Cabrera             |
| 1997  | William Puntier              |
| 1998  | Gustavo Hernández            |
| 1999  | José Manuel Domínguez        |
| 2000  | Ramón Mateo                  |
| 2001  | William Puntier              |
| 2002  | Ramón Mateo                  |
| 2003  | Ramón Mateo                  |
| 2004  | Ramón Mateo                  |
| 2005  | Nelson Alvarado              |
| 2006  | Lisandro Muñoz               |
| 2007  | José Manuel Domínguez        |
| 2008  | José Manuel Domínguez        |
| 2009  | Lisandro Muñoz               |
| 2010  | Ramón Mateo                  |
| 2011  | Miguel Infante               |
| 2012  | Lisandro Muñoz               |
| 2013  | William Puntier              |
| 2014  | Lisandro Muñoz               |
| 2015  | José Manuel Domínguez        |
| 2016  | Lisandro Muñoz               |
| 2017  | Lisandro Muñoz               |
| 2018  | Carlos Paul Abreu            |
| 2019  | Paulino Francis M. Fernandez |
| 2020  | COVID                        |
| 2021  | Lisandro Muñoz               |
| 2022  | Gian Carlo Arvelo[3]         |
| 2023  | Carlos Paul Abreu[4]         |
| 2024  | José Manuel Dominguez        |

## Lauréates du championnat féminin

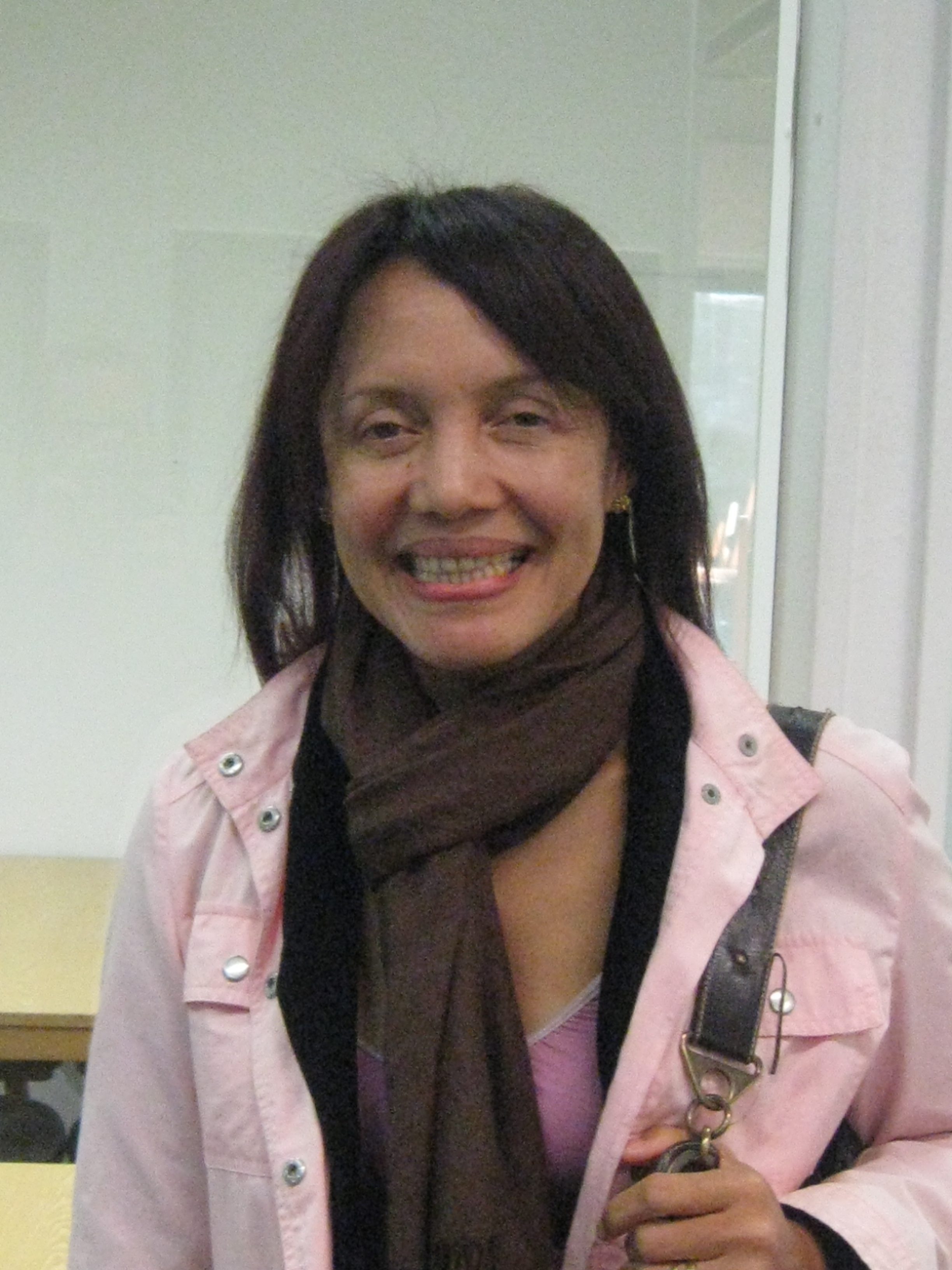
Eneida Pérez, sept fois championne dominicaine féminine de 1985 à 2011

| Année | Champion[5]                 |
| ----- | --------------------------- |
| 1977  | Marvin González             |
| 1978  | Alba Rosa Mariano           |
| 1979  | Ana Esther García           |
| 1980  | Ana Esther García           |
| 1981  | Ana Esther García           |
| 1982  | Polonia Guzmán              |
| 1983  | Sayonara Báez               |
| 1984  | Sayonara Báez               |
| 1985  | Eneida Pérez                |
| 1986  | Eneida Pérez                |
| 1987  | Eneida Pérez                |
| 1988  | Eneida Pérez                |
| 1990  | Ana Esther García           |
| 1991  | Polonia Guzmán              |
| 1992  | Susan Pérez                 |
| 1993  | Ana Esther García           |
| 1994  | Ana Esther García           |
| 1995  | Ana Esther García           |
| 1996  | Rosmery Espinal             |
| 1997  | Ana Esther García           |
| 1998  | Ana Esther García           |
| 1999  | Mercedes de la Crúz         |
| 2000  | Ana Esther García           |
| 2001  | Ana Esther García           |
| 2002  | Eneida Pérez                |
| 2003  | Eneida Pérez                |
| 2004  | Kenia José Polanco          |
| 2005  | Mercedes de la Crúz         |
| 2006  | Mercedes de la Crúz         |
| 2007  | Mercedes de la Crúz         |
| 2008  | Kenia José Polanco          |
| 2009  | Omaira Aybar                |
| 2010  | Ariella Adames              |
| 2011  | Eneida Pérez                |
| 2012  | Doribel Muñoz               |
| 2013  | Wilsaida Díaz               |
| 2014  | Elizabeth Hazim             |
| 2015  | Wilsaida Díaz               |
| 2016  | Wilsaida Díaz               |
| 2017  | Jennifer Maria Almánzar     |
| 2018  | Patricia Castillo Peña      |
| 2019  | Patricia Castillo Peña      |
| 2020  | COVID                       |
| 2021  | Patricia Castillo Peña      |
| 2022  | Raydily Rosario Almánzar[3] |
| 2023  | Wilsaida Diaz               |
| 2024  | Patricia Castillo Peña      |